# Ichneumon cinctus
Ichneumon cinctus là một loài tò vò trong họ Ichneumonidae.